# Carl Vaernet
Carl Vaernet (28 avril 1893 – 25 novembre 1965) est un médecin danois arrivé en Allemagne en 1942. Il se livra à des expériences hormonales sur des détenus du camp de Buchenwald afin de trouver un traitement permettant de « soigner » l'homosexualité.

## Biographie
Værnet fait des études de médecine à l'université de Copenhague, et il s'installe comme médecin dans cette ville. Il étudie aussi en Allemagne, en France et aux Pays-Bas, où il cultive son intérêt pour les traitements hormonaux. Il adhère au parti nazi danois à la fin des années 1930. Désireux de poursuivre ses recherches, il est présenté par le ténor d'opéra Helge Rosvaenge au principal médecin de la SS, Ernst-Robert Grawitz. Grawitz le présente alors à Heinrich Himmler, qui lui accorde un poste de médecin à Prague au début de l'année 1944.
Avec le soutien de Himmler, qui se dit « très intéressé » par ses recherches, et la collaboration du docteur Gerhard Schiedlausky, Vaernet effectue à partir de juin 1944 des expériences sur quinze prisonniers du camp de Buchenwald afin de « guérir » l'homosexualité. Il choisit d'abord un criminel sexuel castré (qui ne participera finalement pas aux expériences), et cinq prisonniers homosexuels, dont l'un est castré. Il choisit ensuite dix autres prisonniers : quatre sont homosexuels, et six sont castrés (on ignore s'ils sont homosexuels). Vaernet opère douze des seize hommes en leur implantant sous l'aisselle une capsule diffusant de la testostérone et faisant office de glande artificielle. Parmi les homosexuels, Vaernet effectua des castrations et des stérilisations. La diffusion des hormones est dosée de manière diverse selon les individus, et Vaernet en tire des conclusions sur le changement de l'orientation sexuelle des individus, ainsi que sur leur état physique et moral : les cobayes recevant le plus d'hormones deviendraient plus forts, plus optimistes et plus sûrs d'eux. Les expériences ont provoqué la mort des prisonniers, en particulier par infection, et n'ont pas été concluantes. Værnet perdit rapidement son crédit auprès des nazis.
Les expériences de Vaernet ne furent pas mentionnées lors des procès de Nuremberg. Arrêté par les autorités danoises, il parvient cependant à s'enfuir et quitte l'Europe pour l'Amérique du Sud avec, entre autres, l'aide supposée du Vatican[réf. nécessaire]. Il meurt en Argentine, sans jamais avoir été jugé, en 1965.

## Sources
- (en) G. Grau, The Hidden Holocaust?: Gay and Lesbian Persecution in Germany 1933-1945
- (en) R. Plant, The Pink Triangle: The Nazi War Against Homosexuals.
- (en) U. Goñi, The Real Odessa: Smuggling the Nazis to Peron’s Argentina
- Eric Frattini, La Sainte Alliance – La véritable histoire des services secrets du Vatican, éditions Flammarion, 2006
- (de) Hans Davidsen-Nielsen, Niels Høiby, Niels B Danielsen, Jakob Rubin, Florian Mildenberger, Günter Grau (Vorwort), Kurt Krickler (Übersetzer), Carl Værnet: Der dänische SS-Arzt im KZ Buchenwald, Éditions Regenbogen
- Florence Tamagne, Une histoire de l'homosexualité en Europe : Berlin, Londres, Paris, 1919-1939 (annexe 4 : "Les expériences de Carl Vaernet à Buchenwald"), p. 632 et suiv.
- Louis-George Tin (dir.), Dictionnaire de l'homophobie, article « Endocrinologie » Larousse, 2008
- Olivier Charneux, Les Guérir, biographie romancée de Carl Værnet , Robert Laffont, 2016

- (en) Cet article est partiellement ou en totalité issu de l’article de Wikipédia en anglais intitulé « Carl Værnet » (voir la liste des auteurs) (premier paragraphe de la partie Biographie).